# Дзизюк Олексій Іванович
Олексій Іванович Дзизюк — старший солдат Збройних Сил України, учасник російсько-української війни, що загинув у ході російського вторгнення в Україну в 2022 році.

## Життєпис
Олексій Дзизюк народився 13 жовтня 1975 року в селі Новопрокопівка Токмацького району Запорізької області. З дитинства цікавився природою рідного краю. Це визначило його подальший шлях. Під час навчання в школі Олексій був переможцем багатьох олімпіад з біології різних рівнів.
Восени 1992 року Олексій став студентом біологічного факультету Запорізького державного університету. Під час навчання вів активну громадську, природоохоронну, викладацьку роботу, керував гуртком юних орнітологів для школярів. Олексій вмів гуртувати навколо себе однодумців, був принциповою людиною і патріотом своєї держави. На першому курсі його хотіли відрахувати з університету за те, що він відмовився здавати один із іспитів російською мовою, наполягаючи на українській. Тоді весь його курс в якості підтримки так само відмовився здавати цей предмет російською мовою. Навчаючись на другому курсі, Олексій став активним учасником руху Дружин з охорони природи. Разом з однодумцями він брав активну участь в природоохоронних акціях «Першоцвіт», «Новорічна ялинка» та протибраконьєрських рейдах. В 1996 році він зміг перевести цю діяльність в офіційне русло та за його активної участі була заснована Дружина з охорони природи при Запорізькому державному університеті, яку він очолив. Кілька років він також був координатором міжнародного студентського руху з охорони природи. Крім громадської роботи, ще працював вчителем біології в школі, друкувався в студентський газеті, пробував свої сили на студентському радіо в якості журналіста.
Був одружений, мав дві доньки.
Після закінчення в 1997 році Запорізького державного університету Олексій Іванович за направленням почав працювати у Львівській області, в Товаристві військових мисливців та рибалок західного регіону України. В 2000 році став директором Мисливсько-рибальського господарства «Майдан» (село Верещиця Яворівського району Львівської області). З його приходом на цю роботу господарство почало стрімко розвиватися. Завдяки його багатьом конструктивним пропозиціям вдалося збільшити чисельність мисливських ссавців та птахів в угіддях господарства, залучити грантові кошти для реалізації проєкту із вирощування фазана звичайного в штучних умовах та його подальшої інтродукції в природні умови. Для цього та інших зоологічних і природоохоронних проєктів він успішно не один рік залучав педагогів та юних природоохоронців із Львівського міського дитячого еколого-натуралістичного центру. Щороку він також організовував змагання зі спортивного лову риби, а з 2009 року на території МРГ «Майдан» проводились щорічні міжнародні змагання з тріатлону.
В цей час Олексій також проводив активну наукову роботу, написав більше 15 наукових публікацій, присвячених фауні хребетних тварин Міжнародного біосферного резервату «Розточчя», зокрема про птахів у співавторстві із відомим українським орнітологом І. М. Горбанем. Він також активно співпрацював із науковцями з Яворівського НПП, Природного заповідника «Розточчя», Західноукраїнського орнітологічного товариства, членом якого він був багато років.
У 2004 році був обраний депутатом органу місцевого самоврядування. Цю громадську посаду він обіймав три терміни.
У 2014 році був активним учасником подій на Майдані в Києві та Революції гідності в Україні. Після початку агресії Російської Федерації на сході України Олексій вступив на службу до лав Збройних сил України. На його рахунку було кілька ротацій в зону Операції об'єднаних сил України у складі 24-ї окремої механізованої бригади імені Короля Данила в Донецькій та Луганській областях — території українсько-російського військового протистояння.
22 березня 2022 році він загинув як герой під містом Попасна Донецької області разом із старшим солдатом Юрієм Сафроненком, виконуючи бойове завдання під час зіткнення із російськими загарбниками України та масового артилерійського обстрілу. Похований на цвинтарі села Верещиця Яворівського району Львівської області.
Олексій Дзизюк був працьовитим різностороннім ерудованим науковцем, активно досліджував та беріг природу українського Розточчя, успішно допомагав виховувати молодих зоологів та екологів, прагнув бути корисним місцевій громаді та був справжнім патріотом України..

## Нагороди
- Орден «За мужність» III ступеня (2022, посмертно) — за особисту мужність і самовіддані дії, виявлені у захисті державного суверенітету та територіальної цілісності України, вірність військовій присязі[5].